# Shiroishi (metropolitana di Sapporo)
Shiroishi (白石駅?, Shiroishi-eki) (T13) è una stazione della metropolitana di Sapporo situata nel quartiere di Shiroishi-ku, a Sapporo, Giappone, servita dalla linea Tōzai.
A Sapporo è presente anche un'omonima stazione della JR Hokkaido, ma si trova a circa 1600 metri a est, e per questo non viene considerato un'interscambio con la metropolitana.

## Struttura
La stazione è costituita da un mezzanino al primo piano interrato con due aree tornelli e, al piano inferiore, è presente una banchina a isola con due binari passanti, protetti da porte di banchina a metà altezza e così utilizzati:
| 1 | Linea Tōzai | per Shin-Sapporo       |
| 2 | Linea Tōzai | per Ōdōri e Miyanosawa |

## Stazioni adiacenti
| «               | Servizio    | »             |
| Linea Tōzai     | Linea Tōzai | Linea Tōzai   |
| --------------- | ----------- | ------------- |
| Higashi-Sapporo | -           | Nangō 7-chōme |